# Aerodynamic
Aerodynamic è un singolo del gruppo musicale francese Daft Punk, pubblicato il 28 marzo 2001 come secondo estratto dal secondo album in studio Discovery.

## Tracce
1. Aerodynamic – 3:34
2. Aerodynamite – 7:48